# دردغان
دردغان یک منطقهٔ مسکونی در سوریه است که در حمص واقع شده‌است.

## خصوصیات
دردغان ۱٬۴۹۷ نفر جمعیت دارد.